# Gmina Sharon (hrabstwo Audubon)

Położenie Gminy Sharon w hrabstwie Audubon

Gmina Sharon (ang. Sharon Township) – gmina w USA, w stanie Iowa, w hrabstwie Audubon. Według danych z 2000 roku gmina miała 639 mieszkańców.